# Hamza Foudhaili
Hamza Foudhaili, né le 4 février 1986 à Tunis, est un basketteur tunisien.
Le 5 décembre 2019, il rejoint le Club africain.
Le 17 mars 2021, il quitte le Club africain après une saison et demie et rejoint l'Étoile sportive du Sahel durant le mercato hivernal.

## Carrière
- avant 2006 : Tunis Air Club (Tunisie)
- 2006-2013 : Étoile sportive du Sahel (Tunisie, Ligue 1)
- 2014-2015 : Jeunesse sportive kairouanaise (Tunisie, Ligue 1)
- 2015-2016 : Stade nabeulien (Tunisie, Ligue 1)
- 2016-2018 : Dalia sportive de Grombalia (Tunisie, Ligue 1)
- 2018-2019 : Association sportive d'Hammamet (Tunisie, Ligue 1)
- 2019 (3 mois) : Union sportive monastirienne (Tunisie, Ligue 1)
- 2019-2021 : Club africain (Tunisie, Ligue 1)
- 2021-2022 (18 mois) : Étoile sportive du Sahel (Tunisie, Ligue 1 et 2)
- 2022 : Al Jazira Sporting Club (Libye, Ligue 1)
- 2022-2023 : Ezzahra Sports (Tunisie, Ligue 1)
- 2023 (3 mois) : Étoile sportive de Radès (Tunisie, Ligue 1)
- 2023-2024 : Ezzahra Sports (Tunisie, Ligue 1)
- depuis 2024 : Union sportive El Ansar (Tunisie, Ligue 1)

## Palmarès
- Champion de Tunisie : 2007, 2011, 2012, 2013
- Champion de Tunisie (division nationale B) : 2022
- Coupe de Tunisie : 2011, 2012, 2013
- Médaille d'or à la coupe d'Afrique des clubs champions 2011 ( Maroc)
- Médaille de bronze à la coupe arabe des clubs champions 2019 ( Maroc)